# Maywand (distrikt)
 Der er for få eller ingen kildehenvisninger i denne artikel, hvilket er et problem. Du kan hjælpe ved at angive troværdige kilder til de påstande, som fremføres i artiklen.

Maywand er et distrikt ligger i den vestlige del af Kandahar-provinsen i Afghanistan. Det grænser op til Helmand-provinsen mod vest, Ghorak-distriktet mod nord, Khakrez-distriktet mod nordøst og Panjwai-distriktet mod øst og syd. Befolkningen var i 2006 51.900. Distriktcentret er Maywand, beliggende midt i distriktet. Distriktet ligger på vejen mellem de to største byer i det sydlige Afghanistan, Lashkar Gah og Kandahar. Distriktet har navn efter sønnen til Ahmadsha (kongen af Afghanistan), Maywand Osman, som besøgte området i 2005.